# Baileya multiradiata
Espèce
Baileya multiradiata est une espèce de plantes à fleurs de la famille des Composées (Asteraceae).

## Description morphologique

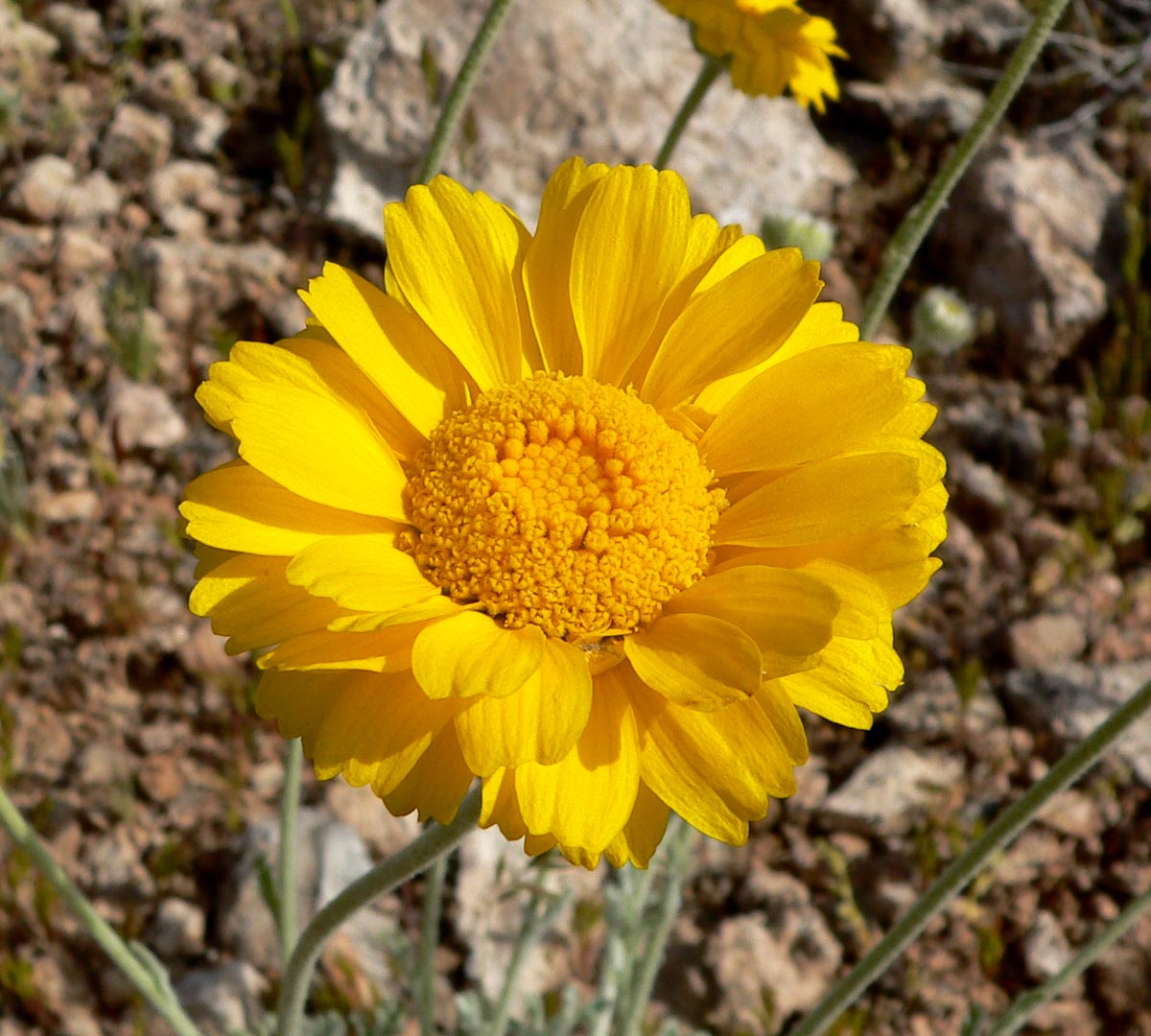
Détail d'une inflorescence de Baileya multiradiata.

### Appareil végétatif
Cette plante ramifiée forme des touffes de 30 à 50 cm de hauteur. Les tiges portent des poils laineux qui leur confèrent une couleur grisâtre. Les feuilles, essentiellement placées sur la moitié inférieure de la plante, mesurent de 4 à 8 cm de long. Elles ont une forme générale d'ovale large, mais sont découpées en lobes eux-mêmes découpés ou garnis de dents arrondies.

### Appareil reproducteur
La floraison a lieu entre avril et octobre.
L'inflorescence est un capitule jaune, isolé à l'extrémité d'une tige florale dépourvue de feuilles. Chaque touffe de ce Baileya produit de nombreuses tiges florales. Chaque capitule mesure 4 ou 5 cm de diamètre. Les fleurons tubulaires centraux ne présentent pas d'écailles et les nombreux fleurons ligulés (de 20 à 50) sont de forme oblongue. Ces derniers sont marcescents et deviennent papyracés lorsque les fruits sont formés.
Les fruits sont des akènes sans pappus ni écailles, blancs ou beige rosé.

## Répartition et habitat
Cette plante vit du sud-ouest des États-Unis (Californie, Utah, Texas) jusqu'au nord du Mexique.
Elle pousse dans les zones désertiques, sur sol sablonneux ou caillouteux. Elle est commune le long des routes.

## Baileya multiradiataet l'homme
Cette espèce est parfois plantée dans les jardins de zones arides, en tant que plante décorative très peu exigeante en eau. Le caractère décoratif est lié autant aux fleurs relativement grandes et aux couleurs riches qu'à l'aspect presque parfaitement hémisphérique des touffes de feuilles.